# Ed Whitfield
Wayne Edward "Ed" Whitfield, född 25 maj 1943 i Hopkinsville, Kentucky, är en amerikansk republikansk politiker. Han representerade delstaten Kentuckys första distrikt i USA:s representanthus 1995–2016.
Whitfield sturerade vid University of Kentucky, Wesley Theological Seminary och American University. Han arbetade sedan som advokat och som affärsman.
Whitfield besegrade sittande kongressledamoten Thomas Barlow i kongressvalet 1994. Han omvaldes tio gånger.
Whitfield är abortmotståndare och han stöder frivilliga bönestunder i offentliga skolor.